# Avincola
Simone Avincola, noto semplicemente come Avincola (Roma, 23 giugno 1987), è un cantautore italiano.

## Biografia
Nasce a Roma nel quartiere della Garbatella, poi trasferitosi al Pigneto, ed è romano da parte di padre e spagnolo catalano da parte di madre. Nel 2009 pubblica il suo primo EP chiamato Il giullare e altre storie, ispirato alle atmosfere cantautorali di Francesco Guccini. Nel luglio dell'anno seguente si aggiudica il "Premio Stefano Rosso". Nel 2010 viene premiato con il "Premio Botteghe d'Autore", vincendo anche la targa come "Miglior arrangiamento".
Nel marzo 2013 presenta, al Cinema America di Roma, il docufilm Stefano Rosso - L'ultimo Romano che vince il "Premio di Rosa", il "Premio Pivi Siae 2013" e il "Premio MEI cinema 2013". A luglio 2013 si esibisce al Folkest. Il 25 settembre 2013 si esibisce in concerto nella "Sala Petrassi" dell'Auditorium di Roma e l'anno seguente apre il concerto di Claudio Lolli.
Nel 2014 esce l’album di debutto Così canterò tra vent'anni, che vede la collaborazione di Freak Antoni degli Skiantos nel brano che dà il titolo all'album. Il disco viene inserito da L'Espresso tra i dieci migliori album dell'anno.
I primi due dischi, specialmente il primo EP ma anche l'album d'esordio, presentavano dei temi impegnati (si pensi a Lettera da Sant'Anna di Stazzema) seguendo lo stile dei cantautori (i citati Rosso e Guccini, ma anche De Gregori, Bob Dylan e De André), con testi che Avincola ha giudicato poi troppo retorici, in seguito il suo stile si è evoluto verso una poetica legata al quotidiano, all'ironia, utilizzando a volte situazioni apparentemente banali ma anche surreali, ai giochi di parole e alle "piccole cose", ispirandosi a Freak Antoni e al duo Pasquale Panella-Lucio Battisti (si veda Le cose che pensano di Battisti, ma anche la produzione con Mogol). Secondo Avincola la poetica oggettiva, che pare più leggera, è più adatta ad illustrare il proprio pensiero, in quanto "le persone vanno e vengono, gli oggetti restano e si trasformano in musica", e sostiene di avere una "quasi ossessione per le cose", collegate a sentimenti o a persone che li hanno utilizzati.
A febbraio 2014 è ospite ricorrente di Fiorello nel programma radiofonico Edicola Fiore ed in #FuoriProgramma.
L’anno seguente pubblica il secondo disco intitolato Km 28, esibendosi all'Auditorium Parco della Musica. A fine 2015 pubblica il singolo Porto fuori il cane, con cui viene selezionato tra i giovani finalisti per Sanremo 2016, ma non riuscendo ad ottenere un posto. Nel giugno 2016 fa il suo debutto televisivo come ospite fisso all'interno del programma Edicola Fiore.
A gennaio 2019 esce il singolo Tra poco e a dicembre dello stesso anno pubblica Un rider, ispirato appunto al lavoro del rider che Avincola svolgeva alcuni anni prima. Ad agosto partecipa all'Indiegeno Fest 2019. A fine 2019 viene selezionato per la finale di Sanremo Giovani 2019, ma non riesce ad ottenere il pass per accedere al Festival di Sanremo 2020.
A maggio 2020 pubblica il singolo Miami a Fregene, al quale segue un videoclip diretto da Phaim Bhuiyan. Nell'ottobre 2020, tenta per la terza volta l'approdo al Festival di Sanremo, e viene selezionato per il programma AmaSanremo, che funge da semifinale per Sanremo Giovani 2020, dove propone il singolo Goal!. Raggiunge così per la terza volta la finale, tenutasi in diretta su Rai 1 il 17 dicembre, al termine della quale entra nell'elenco degli 8 giovani artisti partecipanti al Festival di Sanremo 2021 nella sezione Nuove Proposte. Durante la trasmissione, Luca Barbarossa elogia lo stile autoriale incentrato sul quotidiano e la vocalità in falsetto utilizzata quasi sempre dal cantautore romano, paragonandoli a quelli di Ivan Graziani. Il 26 febbraio 2021 pubblica il suo terzo disco intitolato Turisti. La gara delle Nuove Proposte si svolge nelle prime due serate e Avincola si esibisce una sola volta il 3 marzo 2021 con il singolo Goal!, accompagnato da un pallone sul palco, nel teatro Ariston completamente privo di pubblico a causa del regolamento restrittivo dovuto alla pandemia di Covid-19; il brano è in seguito eliminato, non accedendo quindi alla finale del 4 marzo.
A giugno 2021 pubblica il singolo Limone con la partecipazione di Giorgieness. Il 10 giugno 2022 esce con Letti, singolo che vede la partecipazione straordinaria di Alessandro Gori (comico stand-up comedy famoso per lo humour nero e scrittore, noto anche come lo Sgargabonzi) con uno spoken word estratto dal suo ultimo libro Confessioni di una coppia scambista al figlio morente (Rizzoli Lizard, 2022).
Nel 2023 esce Lattine (assieme alla cantautrice e ukulelista Serepocaiontas), ed è ospite di Morgan (suo estimatore che lo definì "uno dei migliori cantautori italiani") ad aprile nel programma televisivo StraMorgan cantando Io vorrei... non vorrei... ma se vuoi ed Ecco i negozi di Lucio Battisti. Partecipa anche al concerto del Primo Maggio. 
Il 12 maggio pubblica Barrì, il cui originale testo ("tutta una baraonda / di zoologia e botanica") è stato scritto da Pasquale Panella, paroliere e poeta molto ammirato da Avincola, e storico collaboratore di Lucio Battisti, Enzo Carella, Zucchero, Mietta, Cocciante e altri, e che anticipa il quarto album omonimo in uscita a giugno. Tra le collaborazioni, oltre ai citati, anche Folcast, con prende parte al quarto singolo, Battiti. A ottobre pubblica anche il videoclip di Barrì, con la partecipazione di Morgan che recita lo spoken word di una sua poesia nell'introduzione, a cui Panella rispose con il testo poi musicato da Avincola (la poesia originale del paroliere romano da cui è tratto il brano, contenuta nel volume Parole d'aMorgan di Morgan e Panella).
Dal 2024 realizza un nuovo progetto live, dedicato a Enzo Carella, Avincola canta Carella. A maggio esce come singolo la cover Parigi, assieme alla cantautrice Mille (ex voce dei Moseek).

## Discografia

### Album in studio
- 2014 – Così canterò tra vent'anni
- 2015 – Km 28
- 2021 – Turisti
- 2023 – Barrì

### EP
- 2009 – Il giullare e altre storie

### Singoli
- 2014 – Marinaro
- 2014 – #famoseNserfi (con Fiorello)
- 2014 – Io mi fermo qua (con Riccardo Sinigallia)
- 2016 – Porto fuori il cane
- 2019 – Tra poco
- 2019 – Un rider
- 2020 – Miami a Fregene
- 2020 – Goal!
- 2021 – Limone (con Giorgieness)
- 2021 – Fon
- 2022 – Letti (con Alessandro Gori)
- 2023 – Lattine (con Serepocaiontas)
- 2023 – Barrì
- 2023 – Battiti (con Folcast)
- 2024 – Parigi (con Mille)

## Videografia
- 2020 - Miami a Fregene, regia di Phaim Bhuiyan
- 2021 - Goal!, regia di Stefano Ricco
- 2023 - Battiti, regia di Amir RA
- 2023 - Barrì (con Morgan), regia di Amir RA

## Filmografia
- Stefano Rosso - L'ultimo Romano (2013)[24], documentario, regia

## Spettacoli
- Avincola canta Carella - 2024
- Panella legge Yeats - 2024

## Premi e riconoscimenti
- Premio Stefano Rosso (2009)
- Premio Botteghe d’Autore (2010)
- Premio di Rosa (2013)
- Premio PIVI Siae (2013)
- Premio MEI Cinema (2013)